# Tha8t'z Gangsta
Albums de MC Eiht
N' My Neighborhood
(2000) Underground Hero
(2002)
Tha8t'z Gangsta est le sixième album studio de MC Eiht, sorti le 8 mai 2001.
L'album s'est classé 75e au Top R&B/Hip-Hop Albums.

## Liste des titres
| No  | Titre               | Contient un (des) sample(s) de            | Durée |
| --- | ------------------- | ----------------------------------------- | ----- |
| 1.  | Holla               | One Loving Night de Bob James             | 4:43  |
| 2.  | Rule #1             |                                           | 4:19  |
| 3.  | Why U Hott?         |                                           | 4:22  |
| 4.  | Hustle Man          |                                           | 4:39  |
| 5.  | Bacdafuconup        |                                           | 3:22  |
| 6.  | Like This Like That |                                           | 4:37  |
| 7.  | Can I?              |                                           | 3:50  |
| 8.  | We Get It           | Still Talkin' d'Eazy-E                    | 3:58  |
| 9.  | Gangsta             |                                           | 4:36  |
| 10. | Look Up             |                                           | 4:36  |
| 11. | What We About       |                                           | 3:47  |
| 12. | Everybody Move      | Nobody Move, Nobody Get Hurt de Yellowman | 3:47  |
| 13. | All Day Everyday    |                                           | 4:17  |
| 14. | Drama               |                                           | 4:11  |
| 15. | 2 Freak E           |                                           | 4:26  |